# Twister (Software)
Twister ist eine Mikroblogging-Software, die auf Basis von Peer-to-Peer arbeitet und sich noch im Experimentalstadium befindet. Miguel Freitas hat diese als Twitter-Alternative entwickelt, die komplett dezentral organisiert ist und damit keinen zentralen Server benötigt. Zusammen mit der verwendeten Ende-zu-Ende-Verschlüsselung gibt es keinen einfachen Angriffspunkt, wie das bei Server-basierten Programmen der Fall ist. Dieses soll insbesondere auch Zensur (löschen und verändern) von Artikeln sowie blockieren von Benutzerkonten verhindern.

## Grundlegende Konzepte
Wesentliche Konzepte der Software und des Protokolls wurden von Bitcoin und BitTorrent übernommen. Zur Verteilung der Beiträge verwendet Twister verteilte Hashtabellen (DHT) und BitTorrent-Netzwerk-basierte Schwärme, die beide durch libtorrent zur Verfügung gestellt werden. Die enthaltenen Versionen von Bitcoin und libtorrent sind hoch gepatcht und bewusst nicht mit den bereits bestehenden Netzwerken interoperabel.
Twister ist ein Peer-to-Peer-Mikroblogging-Service in der Alpha-Phase, eingeführt
als System um Daten zu teilen. Da es ein vollständig dezentralisiertes Netz ist und somit
kein einzelner Angriffspunkt auf das System zur Verfügung steht, ist es nicht möglich es außer Kraft zu setzen. Twister verwendet ein Verschlüsselungssystem, um die Kommunikationen seiner Nutzer zu schützen.
Es ist ein dezentralisiertes Netz, das, theoretisch gesehen, von niemandem geschlossen werden kann. Zudem vermeidet der Entwurf von Twister, dass andere Nutzer GPS-Koordinaten, IP-Adressen sowie die Personen, denen ein anderer User folgt, einsehen können. Es ist möglich, wie auch bei Twitter, Beiträge öffentlich zu posten. Sobald private Nachrichten direkt an andere Nutzer verschickt werden, werden diese von demselben Verschlüsselungsschema geschützt, welches auch Lavabit (der E-Mail-Provider von Edward Snowden) verwendet.
Twister ist, basal gesehen, eine Verbindung zwischen dem sozialen Netzwerk, Twitter, und einigen effizienteren Informatikprojekten, nämlich Bitcoin und BitTorrent, einem Protokoll zum Datenaustausch. Beide basieren auf dem Netz P2P.
Bei der Implementierung wird insbesondere Wert auf Einhaltung der wesentlichen Ziele der Software gelegt, welche wie folgt lauten:
- Free Speech: Freie Meinungsäußerung
- No Spying: Keine Überwachung
- No IP recording: Keine Speicherung von IP-Adressen

Diese grundlegenden Konzepte sollen eine Mikroblogging-Plattform schaffen, die Anonymität der Teilnehmer als auch die Privatheit der Übertragung gewährleistet, um Nachrichten anonym und unzensiert veröffentlichen zu können.

## Geschichte
Der brasilianische Ingenieur und Programmierer, Miguel Freitas, begann dieses neue soziale Netz zu entwickeln, als er, dank der Enthüllungen Edward Snowdens, von den Spionageprogrammen der amerikanischen National Security Agency (NSA) erfuhr. Er war besorgt, dass eine solche Menge an Informationen auf richterliche Anordnung oder Überwachung eines einzigen Unternehmens zugänglich war.
Laut Freitas war Twitter das soziale Netz, welches am meisten dazu diente demokratische Belange voranzubringen und Proteste zu organisieren, siehe die Zeitschrift „Wired“. Dennoch ist es durch die massive Überwachung gefährlich, den existierenden sozialen Netzen persönliche Informationen zur Verfügung zu stellen, weswegen er sich dazu entschloss ein anderes System zu entwickeln, basierend auf sicheren Schemata.
„So sehr wie mir auch die Benutzung von Twitter gefiel, um Nachrichten zu lesen – die Möglichkeit, dass eine einzige Entität diesen wichtigen Informationsfluss kontrollieren könnte, ergab für mich keinen Sinn.“
Freitas dachte, dass soziale Netze künftig auf Basis dezentralisierter Protokolle funktionieren würden und nicht mehr durch einen einzigen zentralen Punkt kontrolliert werden könnten. Aber sobald er sich darüber klar wurde, dass die sozialen Netze von Seiten mehrerer staatlicher Einrichtungen das Ziel einer massiven Überwachung waren, begann er eine Alternative zu entwickeln.
Nach einer Entwicklungsphase befanden Freitas und sein Kollege, Lucas Leal, die Alphaversion der Seite für abgeschlossen, die für Android, Linux und OS X konzipiert ist. Versionen für Windows und iPhone sind nicht geplant, aber da es sich um eine offene Kodierung handelt, ist es jedem möglich die Anwendung für andere Betriebssysteme umzuändern.

## Funktionalität
Der erste Prototyp von Twister zielt darauf ab, alle basalen Charakteristika einer Mikroblogging-Plattform zu integrieren. Dies schließt folgende Aspekte ein:
- User-Suche und Navigationsprofile
- Folgen / Entfolgen von Usern
- Limitierte Textnachrichten versenden (140 Zeichen)
- Weiterleiten von und antworten auf Nachrichten
- Entlang der Nachrichtenverläufe, Erwähnungen, Hashtags und privater Nachrichten navigieren

Um private Nachrichten versenden zu können, muss der Empfänger Follower des Senders sein. Im Hinblick auf die Mehrheit der existierenden Plattformen ist dies eine äußerst gängige Voraussetzung.
Einige andere Merkmale können nur schwer in ein völlig dezentralisiertes System implementiert werden, da sie mehr Aufwand benötigen. Dies beinhaltet die beliebige Erfassung von Wörtern in allen Posts sowie die Zusammenstellung von Hashtags, um bedeutende Tendenzen abschätzen zu können.